# Rumendingen
Rumendingen là một đô thị thuộc huyện Emmental, bang Bern, Thụy Sĩ. Đô thị này có diện tích 2,5 km2, dân số thời điểm tháng 12 năm 2020 là 81 người. Rumendingen có diện tích (thời điểm năm 2009) là 2,44 km2 (0,9 sq mi). Trong khu vực này, 1,46 km2 (0,6 sq mi) hoặc 60,1% được sử dụng cho mục đích nông nghiệp, còn 0,77 km2 (0,3 sq mi) hay 31,7% là rừng. Đối với phần diện tích còn lại có 0,21 km2 (0,1 sq mi) hoặc 8,6% là khu định cư (nhà, đường), 0,04 km2 (9,9 ha) hoặc 1,6% là một trong hai con sông, hồ.
Trong số diện tích xây dựng, nhà ở và công trình chiếm 1,2% và cơ sở hạ tầng giao thông vận tải chiếm 2,5%. Cơ sở hạ tầng điện, nước cũng như khu vực đặc biệt phát triển khác đã tăng 4,1% của 31,7% diện tích của tổng diện tích đất có nhiều rừng. Trong đất nông nghiệp, 44,0% được sử dụng cho cây trồng và 15,6% là đồng cỏ. Tất cả các nước trong đô thị này là ở các sông, suối.
Rumendingen có dân số (tính đến ngày 31 tháng 12 năm 2020) là 81 người. Vào năm 2007, 2.4% dân số là người nước ngoài. Hầu hết các dân số (như của năm 2000 [cập nhật]) nói tiếng Đức (98,5%), với vốn tiếng Pháp được phổ biến thứ hai (0,7%) và Tây Ban Nha là thứ ba (0,7%).
Trong cuộc bầu cử năm 2007, đảng được phiếu nhiều nhất là SVP đã nhận được 73,1% phiếu bầu. Ba đảng phái phổ biến nhất gồm có Hiệp định SPS (9,4%), Đảng Xanh (7,7%) và các bên nhỏ địa phương cánh tả có 7,6%.